# Hervé Ndoba
Hervé NDOBA est un cadre dirigeant et un spécialiste en ingénierie financière. Fort de plus de 16 ans d'expérience à l'international, il a commencé sa carrière par des missions d'audit indépendant à Abidjan. Il a ensuite rejoint un groupe de BTP où il est devenu directeur des finances et du contrôle de gestion.
Par la suite, il a travaillé pour un leader mondial du remorquage portuaire, gérant la fonction administrative et financière des filiales ivoiriennes et la consolidation de l'ensemble des filiales en Afrique subsaharienne.
En juin 2021, Hervé NDOBA a été nommé Ministre des Finances et du Budget de la République Centrafricaine (RCA).